# Microrégion de Porto Velho

Localisation de la microrégion de Porto Velho

La microrégion de Porto Velho est l'une des deux microrégions qui subdivisent la région de Madeira-Guaporé de l'État du Rondônia au Brésil.
Elle comporte 7 municipalités qui regroupaient 497 936 habitants en 2006 pour une superficie totale de 65 651 km2.

## Municipalités[1]
- Buritis
- Campo Novo de Rondônia
- Candeias do Jamari
- Cujubim
- Itapuã do Oeste
- Nova Mamoré
- Porto Velho